# الحاجی با
الحاجی با (انگلیسی: El Hadji Ba؛ زادهٔ ۵ مارس ۱۹۹۳) بازیکن فوتبال اهل فرانسه است که در پست هافبک برای تیم آپولون لیماسول بازی می‌کند.
از باشگاه‌هایی که در آن بازی کرده‌است می‌توان به باشگاه فوتبال لو آور، باشگاه فوتبال چارلتون اتلتیک، باشگاه فوتبال باستیا، و باشگاه فوتبال ساندرلند اشاره کرد.
وی همچنین در تیم‌های ملی فوتبال زیر ۱۸ سال فرانسه، زیر ۱۹ سال فرانسه و زیر ۲۰ سال فرانسه بازی کرده‌است.